# R-kioski

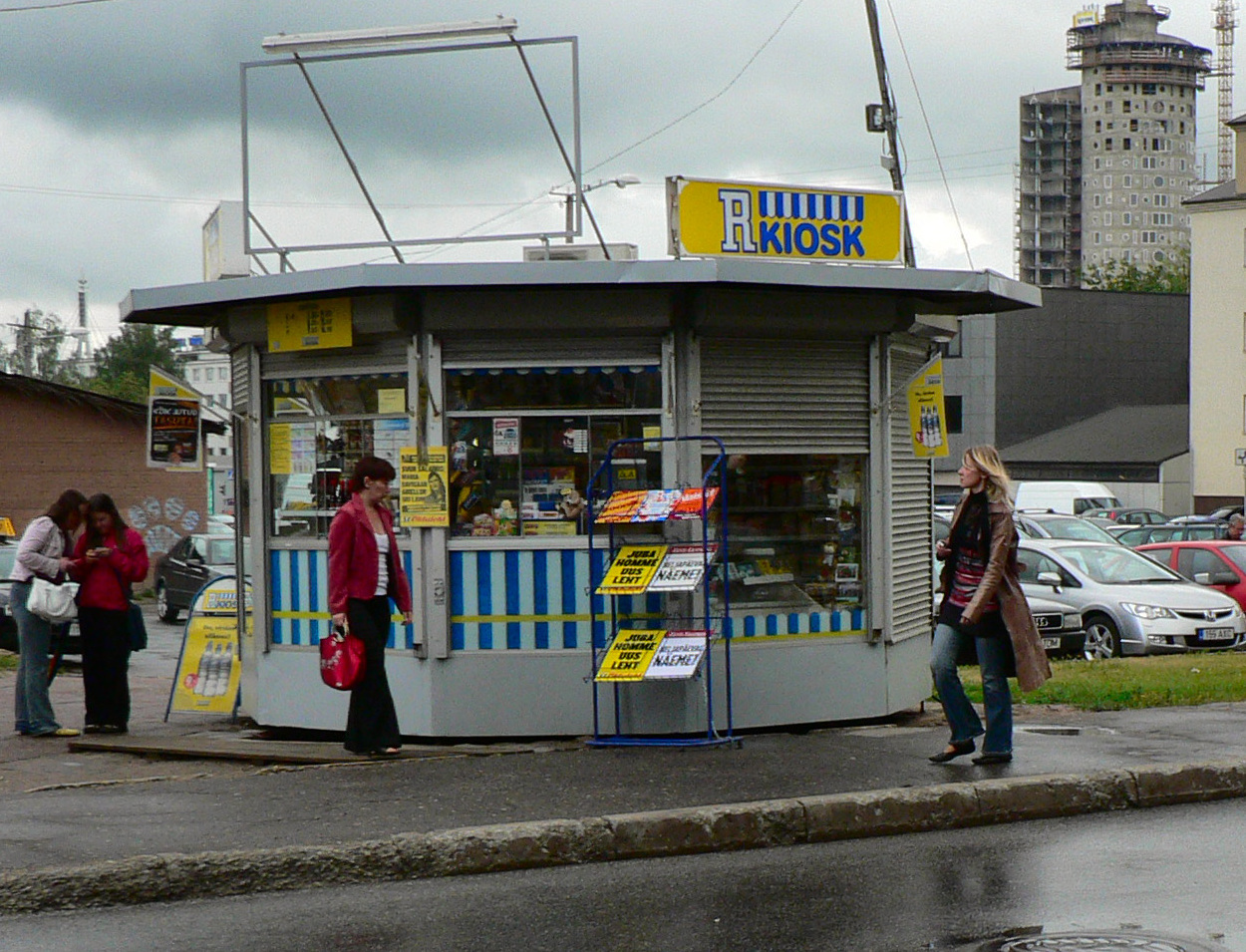
R-kiosk i Tartu, Estland

R-kioski (R-kioski Oy) är en finländsk kioskkedja som ägs av Reitangruppen. Det finns år 2016 cirka 615 R-kiosker i Finland, varav två tredjedelar sköts av Rautakirja och resten fungerar med franchisekoncept. Det finns också R-kiosker i Estland, Lettland, Litauen och Ryssland. R-kioskerna säljer böcker, tidningar, tobaksprodukter, vissa livsmedel, snacks, drycker och öl.

## Historia
R-kioskernas historia börjar år 1910 då Kustannusosakeyhtiö Otava, Sanoma, Uusi Suometar och Hufvudstadsbladet, samt en del andra bolag, grundade Rautatiekirjakauppa Oy (Järnvägsbokhandlarna Ab). Företagets mål var att sälja tidningar och litteratur på järnvägsstationer. 
År 1911 fanns det redan 30 kiosker och försäljning ombord på tågen. År 1920 hade kedjan expanderat till 100 verksamhetspunkter. I slutet av 1920-talet fanns det 140 kiosker, 70 tågförsäljare, 300 gatuförsäljare och 500 andra återförsäljare. Företagets personalstyrka uppgick till 380 personer. År 1933 grundades den första kiosken utanför järnvägsområden och samtidigt började man sälja filmer, tobak och karameller. Då tipsverksamhet inleddes i Finland år 1940 var nästan alla R-kiosker med genast från början. 
År 1958 bytte företaget logotyp och tog i bruk namnet R-kioski. Nya kiosker grundades i köpcentra och kiosk nummer 500 i ordningen öppnades år 1971. År 1982 började man hyra ut videofilmer och tre år senare överskred antalet R-kiosker 800. 
Den första R-kiosken i Estland öppnade år 1993 och år 2005 fanns det 200 kiosker i landet.
R-kioski såldes av Sanoma till Reitangruppen 2012.